# Каллавей (Міннесота)
Каллавей (англ. Callaway) — місто (англ. city) в США, в окрузі Бекер штату Міннесота. Населення — 178 осіб (2020).

## Географія
Каллавей розташований за координатами 46°58′52″ пн. ш. 95°55′3″ зх. д. / 46.98111° пн. ш. 95.91750° зх. д. (46.981231, -95.917533).  За даними Бюро перепису населення США в 2010 році місто мало площу 1,66 км², з яких 1,66 км² — суходіл та 0,00 км² — водойми.

## Демографія
Згідно з переписом 2010 року, у місті мешкали 234 особи в 79 домогосподарствах у складі 60 родин. Густота населення становила 141 особа/км².  Було 88 помешкань (53/км²).
Расовий склад населення:
| - 50,9 % — білих - 35,9 % — корінних американців - 0,9 % — чорних або афроамериканців |

До двох чи більше рас належало 12,4 %. Частка іспаномовних становила 1,7 % від усіх жителів.
За віковим діапазоном населення розподілялося таким чином: 32,5 % — особи молодші 18 років, 59,8 % — особи у віці 18—64 років, 7,7 % — особи у віці 65 років та старші. Медіана віку мешканця становила 32,0 року. На 100 осіб жіночої статі у місті припадало 93,4 чоловіків;  на 100 жінок у віці від 18 років та старших — 105,2 чоловіків також старших 18 років.
Середній дохід на одне домашнє господарство  становив 49 350 доларів США (медіана — 47 000), а середній дохід на одну сім'ю — 49 622 долари (медіана — 47 188). За межею бідності перебувало 19,4 % осіб, у тому числі 26,7 % дітей у віці до 18 років та 26,7 % осіб у віці 65 років та старших.
Цивільне працевлаштоване населення становило 92 особи. Основні галузі зайнятості: мистецтво, розваги та відпочинок — 16,3 %, виробництво — 15,2 %, освіта, охорона здоров'я та соціальна допомога — 14,1 %.